# Lucina fenestrata
Lucina fenestrata är en musselart som beskrevs av Hinds 1845. Lucina fenestrata ingår i släktet Lucina och familjen Lucinidae. Inga underarter finns listade i Catalogue of Life.